# Connecteur TV-Out
Le connecteur TV-Out est un connecteur de type Hosiden utilisé sur certaines marques de cartes graphiques analogiques comme Leadteck et Visionteck. Il est de type Hosiden à 6 broches comparable au port PS/2.

## Brochage
- Broche 1 : Masse S-Video (C)[1]
- Broche 2 : Masse S-Video (Y)[1]
- Broche 3 : S-Video Couleur (Chrominance)[1]
- Broche 4 : S-Video Intensité (Luminance)[1]
- Broche 5 : Sortie vidéo composite[1]
- Broche 6 : Masse composite[1]

Généralement, il suffit de combiner les deux broches S-Video afin d'obtenir une sortie vidéo composite.